# قائمة أكبر أزمات اللاجئين
تتضمن القائمة أدناه بياناتٍ عن أزمات اللاجئين التي بلغ عدد اللاجئين فيها مليون لاجئ على الأقل، باستثناء النازحين داخليًا. بالنسبة للأحداث التي تتفاوت تقديراتها، يُحسب المتوسط الهندسي لأدنى وأعلى التقديرات لترتيبها.
تشير الصفوف المميزة باللون الأزرق إلى الأحداث الجارية.
| الحدث                            | تقديرات اللاجئين | الأصل               | من   | إلى      | المدة           | المراجع                             |
| -------------------------------- | ---------------- | ------------------- | ---- | -------- | --------------- | ----------------------------------- |
| الحرب العالمية الثانية           | 60.0 مليون       | أوروبا              | 1939 | 1945     | 6 سنوات         | [ 1 ] [ 2 ] [ 3 ] [ 4 ] [ 5 ] [ 6 ] |
| تقسيم الهند                      | 20.0 مليون       | شبه القارة الهندية  | 1947 | 1948     | سنة             | [ 7 ] [ 8 ]                         |
| الحرب العالمية الأولى            | 15.0 مليون       | أوروبا              | 1914 | 1918     | 4 سنوات         | [ 9 ] [ 10 ] [ 11 ]                 |
| الغزو الروسي لأوكرانيا           | 9.2 مليون        | أوروبا              | 2022 | حتى الآن | 3 سنوات و4 شهور | [ 12 ] [ 13 ] [ 14 ] [ 15 ]         |
| حرب الاستقلال البنغلاديشية       | 9.0 مليون        | شبه القارة الهندية  | 1971 | 1971     | 8 أشهر          | [ 16 ]                              |
| أزمة اللاجئين الفنزويليين        | 8.9 مليون        | فنزويلا             | 2014 | حتى الآن | 11 سنوات        | [ 17 ]                              |
| الحرب الأهلية السورية            | 6.7 مليون        | سوريا               | 2011 | حتى الآن | 14 سنة          | [ 18 ]                              |
| الحرب السوفيتية الأفغانية        | 6.2 مليون        | أفغانستان           | 1978 | 1989     | 11 سنة          | [ 19 ]                              |
| الحرب الأهلية اليمنية            | 4.5 مليون        | اليمن               | 2015 | حتى الآن | 10 سنوات        | [ 20 ]                              |
| الحرب الأهلية السودانية (2023–)  | 3.5 مليون        | السودان             | 2023 | حتى الآن | 2 سنوات و2 شهور | [ 21 ]                              |
| حرب فيتنام                       | 3.0 مليون        | جنوب شرق آسيا البري | 1975 | 2000     | 25 سنة          | [ 22 ]                              |
| الحرب في أفغانستان               | 2.6–2.7 مليون    | أفغانستان           | 2001 | 2021     | 20 سنة          | [ 23 ] [ 24 ]                       |
| حروب يوغوسلافيا                  | 2.4 مليون        | يوغوسلافيا          | 1991 | 2001     | 10 سنوات        | [ 25 ]                              |
| الحرب الكورية                    | 1.0–5.0 مليون    | كوريا               | 1950 | 1953     | 3 سنوات         | [ 26 ] [ 27 ]                       |
| حرب العراق                       | 2.2 مليون        | العراق              | 2003 | 2011     | 8 سنوات         | [ 28 ]                              |
| الإبادة الجماعية في رواندا       | 2.1 مليون        | رواندا              | 1994 | 1996     | سنتين           | [ 29 ]                              |
| الانتفاضة الشعبانية              | 1.8 مليون        | العراق              | 1991 | 1991     | 8 أشهر          | [ 22 ]                              |
| الحروب في القوقاز                | 1.5–2 مليون      | القوقاز             | 1988 | 1996     | 8 سنوات         | [ 30 ] [ 31 ]                       |
| الحرب الأهلية الموزمبيقية        | 1.7 مليون        | موزمبيق             | 1977 | 1992     | 15 سنة          | [ 22 ]                              |
| الصراع العربي الإسرائيلي         | 1.6 مليون        | فلسطين              | 1947 | حتى الآن | 77 سنة          | [ 32 ]                              |
| الحرب الأهلية الجنوبية السودانية | 1.5 مليون        | جنوب السودان        | 2011 | 2020     | 9 سنوات         | [ 33 ]                              |
| اضطهاد الروهينجيا                | 1.3 مليون        | ميانمار             | 2016 | حتى الآن | 9 سنوات         | [ 34 ]                              |
| ثورة التحرير الجزائرية           | 1.0 مليون        | الجزائر             | 1954 | 1962     | 8 سنوات         | [ 22 ]                              |
| مجاعة أيرلندا الكبرى             | 1.0 مليون        | جزيرة أيرلندا       | 1845 | 1849     | 4 سنوات         | [ 35 ]                              |
| الحرب الأهلية الليبية الأولى     | 1.0 مليون        | ليبيا               | 2011 | 2011     | 8 أشهر          | [ 36 ]                              |
| الحرب الأهلية الصومالية          | 1.0 مليون        | الصومال             | 1991 | حتى الآن | 34 سنة          | [ 37 ]                              |